# شرکت مالی توسعه مسکن
شرکت مالی توسعه مسکن (به انگلیسی: Housing Development Finance Corporation) شرکت خدمات مالی هندی است، که دارای تخصص در زمینه ارائه وام می‌باشد. 
شرکت مالی توسعه مسکن در سال ۱۹۷۷ توسط هاسموخبای پاریخ تأسیس شد. 
دفتر مرکزی این شرکت در شهر بمبئی، هند قرار دارد و بخشی از سهام آن در بازارهای بورس اوراق بهادار بمبئی و بورس اوراق بهادار ملی هند معامله می‌شود.